# Draškovec
Draškovec – wieś w Chorwacji, w żupanii medzimurskiej, w mieście Prelog. W 2011 roku liczyła 595 mieszkańców.